# Polyrhachis convexa
Polyrhachis convexa är en myrart som beskrevs av Julius Roger 1863. Polyrhachis convexa ingår i släktet Polyrhachis och familjen myror.

## Underarter
Arten delas in i följande underarter:
- P. c. convexa
- P. c. isabellae